# Reinhild Möller
Reinhild Möller (Schwalm-Eder, 24 febbraio 1956) è un'ex sciatrice alpina ed ex atleta paralimpica tedesca.

## Biografia
Quando aveva solo 3 anni, Möller ha perso metà della gamba sinistra in un incidente agricolo.
Ha debuttato alle Paralimpiadi di Geilo 1980 conquistando la medaglia di bronzo nello slalom speciale. Nelle successive Paralimpiadi di Innsbruck, nel 1984, vince tre medaglie d'oro e una d'argento. Nello stesso anno partecipa ai VII Giochi paralimpici estivi di New York ottenendo due medaglie d'oro nei 100 e 400 metri piani. Nel 1988, vince tre medaglie d'oro paralimpiche ai Giochi invernali di Innsbruck e una medaglia d'oro e una d'argento ai VIII Giochi paralimpici estivi di Seul. Queste sono le ultime Paralimpiadi estive a cui prende parte.
Nel 1992, vince quattro medaglie d'oro nello sci alpino ai Giochi di Tignes e Albertville. Möller confermerà i quattro titoli paralimpici due anni dopo a Lillehammer 1994. A Nagano 1998, vincerà altre due medaglie d'oro nel supergigante e nello slalom speciale. Dopo Nagano, l'atleta si era ritirata, ma è tornata sulla sua decisione: vincerà la sua ultima medaglia paralimpica a Torino 2006 conquistando l'argento nella discesa libera.
Möller vive negli Stati Uniti dal 1990 ed ha sposato lo sciatore paralimpico Reed Robinson. Inoltre, è stata la prima sportiva paralimpica a sottoscrivere un contratto di sponsorizzazione del valore di un milione di dollari.

## Palmarès

### Atletica leggera
| Anno                                   | Manifestazione     | Sede     | Evento            | Risultato | Prestazione | Note |
| -------------------------------------- | ------------------ | -------- | ----------------- | --------- | ----------- | ---- |
| In rappresentanza della Germania Ovest |                    |          |                   |           |             |      |
| 1984                                   | Giochi paralimpici | New York | 100 m piani A4    | Oro       | 16"07       |      |
| 1984                                   | Giochi paralimpici | New York | 400 m piani A4    | Oro       | 1'20"39     |      |
| 1988                                   | Giochi paralimpici | Seul     | 100 m piani A4/A9 | Argento   | 15"37       |      |
| 1988                                   | Giochi paralimpici | Seul     | 200 m piani A4/A9 | Oro       | 32"03       |      |

### Sci alpino
In rappresentanza della  Germania Ovest
- 1980, Giochi paralimpici - Geilo  Norvegia
  -  Bronzo nello slalom speciale 2A;
  - 4ª classificata nello Slalom gigante 2A;
- 1984, Giochi paralimpici - Innsbruck  Austria
  -  Argento nello slalom speciale LW4;
  -  Oro nello slalom gigante LW4;
  -  Oro nella discesa libera LW4;
  -  Oro nella combinata alpina LW4;
- 1988, Giochi paralimpici - Innsbruck  Austria
  -  Oro nello slalom speciale LW4;
  -  Oro nello slalom gigante LW4;
  -  Oro nella discesa libera LW4;

In rappresentanza della  Germania
- 1992, Giochi paralimpici - Tignes-Albertville  Francia
  -  Oro nello slalom speciale LW3,4,9;
  -  Oro nello slalom gigante LW3,4,9;
  -  Oro nel supergigante LW3,4,9;
  -  Oro nella discesa libera LW3,4,9;
- 1994, Giochi paralimpici - Lillehammer  Norvegia
  -  Oro nello slalom speciale LW3/4;
  -  Oro nello slalom gigante LW3/4;
  -  Oro nel supergigante LW3/4;
  -  Oro nella discesa libera LW3/4;
- 1998, Giochi paralimpici - Nagano  Giappone
  -  Oro nello slalom speciale LW3,4,5/7,6/8;
  -  Oro nel supergigante LW3,4,5/7,6/8;
- 2006, Giochi paralimpici - Torino  Italia
  -  Argento nella discesa libera – In piedi;